# رینا روی
رینا روی (انگلیسی: Reena Roy؛ زادهٔ ۷ ژانویهٔ ۱۹۵۷) هنرپیشه اهل هند است.
از فیلم‌ها یا برنامه‌های تلویزیونی که وی در آن نقش داشته‌است می‌توان به آشا اشاره کرد.
وی همچنین برندهٔ جوایزی همچون جایزه فیلم‌فیر شده‌است.

## فیلم‌شناسی
فهرست برخی از فیلم‌هایی که رینا روی در آنها به ایفای نقش پرداخته‌است:
- آشا
- نصیب
- بی‌قید و شرط
- گییر
- شاهزاده
- راکی
- قانون کور
- اجی
- غلامی
- انسان اسباب‌بازی است
- دشمن حیات
- مست
- مار
- به عشق تو قسم می‌خورم
- دشمن شما
- انتقام از آتش
- قیام
- من انتقام خواهم گرفت
- هر دو ما
- تاج‌گذاری
- نوکر همسر
- دیدار یار
- تغییر روابط
- باروت
- گاتام گوویندا
- آخرین راهزن
- آشنایی
- ارائه
- بی‌زبان
- اگر دزد هستی...
- راهزن و جوان
- رابطه با درد
- ثروتمند
- ترازوی تقوا